# Mladinsko klimatsko zdravilišče Rakitna
Koordinati:   45°53′26″N, 14°26′47″E
Mladinsko klimatsko zdravilišče Rakitna je edino srednjegorsko klimatsko zdravilišče v Sloveniji, ki nudi oskrbo otrokom in mladostnikom z respiratornimi obolenji. Namenjeno je predvsem zdravljenju, rekonvalescenci in rehabilitaciji otrok z astmo in drugimi kroničnimi obolenji dihal.

## Lega
Zdravilišče leži v zaselku Boršt na nadmorski višini okoli 820 mnm pri naselju Rakitna v vznožju 999 mnm visokega Županovega vrha.

## Zgodovina zdravilišča
Začetki današnjega zdravilišča segajo v leta prve svetovne vojne, ko so tu 1915 začeli zdraviti na pljučih bolne avstro-ogrske vojake. Po koncu vojne so leta 1927 v barake opuščenega vojaškega zdravilišča naselili bolnike s kostno tuberkolozo. Prva skupina otrok pa se je pričela zdraviti leta 1930, ko je v okviru Državne šolske poliklinike iz Ljubljane prišla na zdravljenje prva skupina otrok. Leta 1932 so lesene barake, t. i. Döckerjeve paviljone, nadomestili s prvo zidano zgradbo in manjšim bazenom in ga poimenovali v Otroško okrevališče princa Andreja. Po koncu druge svetovne vojne je okrevališče ponovno zaživelo septembra 1950. Današnje ime izhaja iz leta 1962, ko je pridobilo status zdravilišča. Leta 1987 je bilo v zdravilišču dozidano več novih zgradb, stari del so obnovili, športno-rekteativni park pa so zgradili 1994.

## Vloga zdravilišča
Sedaj v okviru zdravilišča poleg respiratornega programa izvajajo tudi programa zdravljena pri motnjah hranjenja in čustvenih motnjah otrok. Poleg tega pa nudijo tudi letovanje prešolskim skupinam in naravoslovne šolske tabore.